# Vorsø

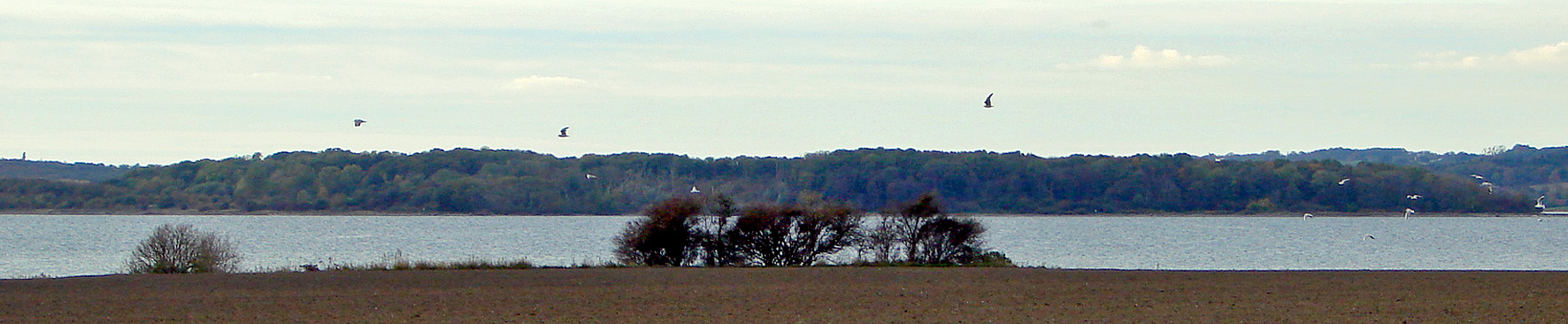
Vorsø sedd från Alrø

Vorsø är en 62 hektar stor dansk ö på norra sidan av Horsensfjorden. Den är, liksom det omgivande landskapet, resultatet av inlandsisens omflyttningar av jorden, men även landhöjningen sedan istiden har gett ön dess låga profil. Den tillhör danska miljöministeriet och det bor endast en person på ön (2020).
Den kan bara nås via ett gammalt vadställe. För att skydda öns flora och fauna är den stängd för allmänheten mellan den 1 april och 15 juli. Fredningshistorien och öns status som ett levande biologiskt laboratorium gör den intressant långt utanför Danmarks gränser.

## Historia
Zoologen Herulf Winge upprättade 1919 en fond till köp av "en fristad eller flera för skydd av plantor och djur, även så kallade skadliga". Detta blev verklighet i form av ett naturreservat som upprättades av bröderna Herulf och Olof Winge 1928.
Ön blev fredad då Köpenhamns universitet köpte den 1928 med pengar från Herulf Winges förmögenhet. Winge var en av den tidens mest inflytelserika naturvetenskapsmän och en aktiv samhällsdebattör. Hans bror, ornitologen Oluf Winge, har av eftervärlden kallats Danmarks första naturfredningsman, och han hade liksom sin bror nya tankar om den danska naturen. Han ville säkra särskilt skyddade områden där djur och växter kunde leva för sig själva. Det skulle uteslutande ske med hänsyn till naturen själv, inklusive den del av naturen som av allmänheten uppfattades som grym och skadlig. En kontroversiell tanke i början av 1900-talet.
När Herulf Winges 1979 inte längre hade råd att driva fristaden övertogs egendomen av miljöministeriet.
Ett drygt 2 000 hektar stort område på nordsidan av Horsensfjorden är skyddat. Skyddet omfattar landskapet kring Søvind, Sondrup och Åkær och inkluderar dessutom Vorsø. I området finns förutom geologiska och landskapliga värden även historiska och miljömässigt intressanta platser, bland annat herrgården Åkærs jorde.

## Naturen idag

### Utgångssituationen
1928 täcktes ön av två skogar, några småplanteringar och odlade områden. Skogen och jordbruksmarken fick till en början utveckla sig själv utan mänsklig inblandning. 15 hektar av jordbruksmarken odlades dock fram till 1979 då Skogs- och naturstyrelsen övertog ön och lade ned lantbruket för att tillåta naturen bestämma över ön.

### Florautveckling
Den jordbruksjord som övergavs från början är nu skogbevuxen, till stora delar av ungskog. Den sist övergivna jorden genomgår en liknande utveckling.
Skogarna på Vorsø består av ask, alm, bok, tysklönn och ek. På de sist övergivna markerna finns hassel, hagtorn, fläder, slån samt olika sorters rosor och pilträd. Det finns också en del ungskog, huvudsakligen bestående av tysklönn. Öns flora har visat sig vara mycket varierad och man har registrerat nästan 600 arter. På de delar som ännu inte är bevuxna av buskar och träd finns hallon, blåhallon, åkertistel och knylhavre.
Man har iakttagit en ökande mängd av snärjmåra, åkertistel och brännässla, som på vissa ställen dominerar landskapet. Man tror att det beror på den goda tillgången av kvävegödning från de stora fågelkolonierna.

### Faunautveckling
De första åren fanns inga rovdjur på ön, men räv och grävling kom snart, vilket innebar slutet för de mås- och trutkolonier som fanns på de låga öarna i farvattnen runt Vorsø. Efter att de fasta bosättningarna försvann 1980 kom även rådjur till ön. Vattensork och åkersork finns allmänt, men hålls efter av räv och mård.
Det häckar även ett 50-tal fågelarter på ön. Det är välkänt att det finns en stor koloni storskarv, men även råkor och gråhägrar har kolonier. starar och ringduvor häckar också, liksom ett varierat bestånd av småfåglar som törnsångare och kärrsångare. I tätare områden finns näktergal, trädgårdssångare och hämpling. I skogarna finner man bofink och svarthätta, gärdsmygen trivs över hela ön. Den sällsynta skogsduvan häckar i många nedfallna träd, där de finner många möjligheter till att bygga reden. Av större rovfåglar finns häckande kattuggla och hornuggla.
Av paddor och kräldjur finns endast vanlig padda som ynglar sig i en damm vid universitetets fältstation.
Insekterna mår gott av att leva på en ö där träd får bli gamla och ihåliga, och nedfallna träd blir liggande och bekämpningsmedel inte används. Det ger en grund för ett rikt liv av dagfjärilar, skalbaggar, blomflugor och bin. Man har funnit cirka 350 arter av större dagfjärilar, bland annat ovanliga arter som sälgskimmerfjäril, men även vanliga arter som aurorafjäril och kålfjäril.